# Markanding
Markanding is een bestuurslaag in het regentschap Muaro Jambi van de provincie Jambi, Indonesië. Markanding telt 3247 inwoners (volkstelling 2010).